# Братский троллейбус
Братский троллейбус (Муниципальное предприятие «Братское троллейбусное управление») — система троллейбусного транспорта города Братска. Эксплуатация открыта 1 февраля 1975 года.

## Организация
Эксплуатацию троллейбусной сети осуществляет МП «Братское троллейбусное управление».
Руководитель: Синицин Владимир Михайлович.
Адрес троллейбусного управления: 665724, Братск, а/я 1342.
МП «Братское троллейбусное управление» осуществляет перевозку пассажиров троллейбусами, размещение рекламы на подвижном составе, опорах контактной сети троллейбуса, предоставляет автоуслуги юридическим лицам. Также производится транспортная обработка грузов и капитально-восстановительный ремонт кузовов троллейбуса на производственной базе предприятия.

## Статистика
- За 2006 год троллейбусами МП «БТУ» было перевезено 17 604,0 тыс. пассажиров.
- За 2007 год троллейбусами МП «БТУ» было перевезено 17 277,6 тыс. пассажиров (что составляет 46 % от общего объёма перевезенных пассажиров). Доля машин троллейбусного предприятия составляет 16,5 % от общей численности подвижного состава всех пассажирских предприятий и индивидуальных предпринимателей г. Братска.

| № | Маршрут                                    | Перевезено пассажиров за I полугодие 2008 года, тыс. чел. | Перевезено пассажиров за 2009 год, тыс. чел. | Протяженность маршрута, км | Количество остановочных пунктов | Средний интервал движения, мин. |
| - | ------------------------------------------ | --------------------------------------------------------- | -------------------------------------------- | -------------------------- | ------------------------------- | ------------------------------- |
| 1 | Центральный рынок-БЛПК-Центральный рынок   | 2 225,6                                                   | 3905,0                                       | 13,7                       | 25                              | 6-7                             |
| 2 | Центральный рынок-ДОСААФ-Центральный рынок | 3 072,3                                                   | 5584,6                                       | 12,2                       | 28                              | 5-8                             |
| 3 | ДОСААФ-БЛПК-ДОСААФ                         | 286,0                                                     | 483,1                                        | 9,9                        | 18                              | 6                               |
| 4 | Профлицей-ДОСААФ-Профлицей                 | 2 336,4                                                   | 4272,0                                       | 16,4                       | 37                              | 6-8                             |
| 5 | Профлицей-БЛПК-Профлицей                   | 396,4                                                     | 728,3                                        | 18,0                       | 34                              | 9                               |

Ежедневно на улицы Братска выходят 46 троллейбусов; 32 машины обслуживают горожан по выходным дням.

## История
«Братское троллейбусное управление» («БТУ») было основано 1 февраля 1975 года, когда в эксплуатацию была введена тяговая подстанция № 1 (3600 кВА, расположена на территории троллейбусного депо), освоен маршрут № 1 (открылось троллейбусное движение от Рынка до БЛПК), а парк состоял из 10 троллейбусов самой последней модификации ЗИУ-682Б, протяжённость контактной сети составляла 13,4 км. Водителем первого троллейбуса был Иосиф Цвицинский, вторым — Плещаков Евгений, третьим — Валентина Дегтярева. Троллейбус Цвицинского от сильного мороза сломался — вышло из строя силовое реле. На линию вышли Плещаков и Дегтярева и открыли маршрут города. В Иркутской области г. Братск стал вторым городом, имеющим этот вид транспорта.
В 1976 году вводится в эксплуатацию тяговая подстанция № 3 (1800 кВА), добавляются ещё два маршрута (№ 3 и № 4), протяжённость контактной сети увеличивается на 7,4 км, количество троллейбусов возросло до 23 единиц. В 1979 году длина контактной сети увеличилась на 5,1 км.
К 1981 году принято в эксплуатацию ещё 7,1 км контактной сети. Общая протяжённость составила 33 км, а парк насчитывает уже 44 троллейбуса. В 1984 году парк троллейбусов увеличивается ещё на 4 машины, а протяжённость контактной сети на 3,45 км. В 1987 году вводится в действие новый маршрут № 2, который и на сегодняшний день является самым рентабельным. В 1988 году один из двух маршрутов № 4 («СГПТУ — БЛПК») перенумеровывается в маршрут № 5.
В 1995—1999 годах МП «Братское троллейбусное управление» одним из первых в России переходит на кондукторское обслуживание пассажиров, создаётся техническая база для обслуживания и эксплуатации шарнирно-сочленённых троллейбусов, и на маршруты города выходят два таких троллейбуса (ЗИУ-6205, парковые № 111, 112). Проводится полная компьютеризация предприятия.
В 1999 году «Братское троллейбусное управление» получает разрешение на проведение капитально-восстановительного ремонта кузовов троллейбусов на производственной базе предприятия.
В 2000 году троллейбусное депо получило лицензию на проведение КВР троллейбусов.
В 2001 году была сдана троллейбусная линия через 26-й микрорайон (участок ул. Комсомольской между ул. Гагарина и ул. Крупской, движение троллейбусов по ул. Металлургов закрыто).
В 2002 — Предприятие было признано лучшим среди родственных на основании исследований производственно-финансовой деятельности, полученных из независимых авторитетных источников и было награждено дипломом, хрустальной статуэткой «Мальтийский рыцарь» и золотым мальтийским крестом «За стабильное качество продукции и услуг».
В 2003 — почетное звание "Лидер региональной экономики" в номинации «Инновации в области городских перевозок» с вручением диплома Международной академии реальной экономики.
В 2006 — Лауреат национальной общественной премии транспортной отрасли России «Золотая колесница» в номинации «Лучшее региональное предприятие электрического транспорта России».
В 2007 — Лауреат национальной общественной премии транспортной отрасли России «Золотая колесница» в номинации «Лучшее российское региональное предприятие транспорта общего пользования».
В 2011 году по официальным данным органов Государственной статистики России предприятие признано Лидером в своем виде экономической деятельности за 2011 год с присвоением статуса «Предприятие года-2011».
В 2013 году муниципальный автопарк Братска пополнился беспроводным троллейбусом. Его вместимость превышает 100 человек, возможность автономного хода без подпитки от контактной сети составляет до 60 километров, троллейбус имеет энергосберегающий электронный привод, который позволяет не только экономить электроэнергию, но и возвращать её в сеть в режиме рекуперации. Троллейбус приобретен в рамках долгосрочной целевой программы по развитию транспортного обслуживания населения. Сумма контракта составляет 8,660 млн рублей, в том числе 4,5 млн рублей за счет средств бюджета города, 4,160 млн. — за счет средств муниципального предприятия «Братское троллейбусное управление». 9 февраля беспроводной троллейбус вышел на новый маршрут «2А», который охватывает 17, 18 и 23 микрорайоны. В настоящее время этот маршрут закрыт. 
Также в 2013 г. в планах администрации города и троллейбусного управления было желание в течение трех лет приобрести 15 беспроводных троллейбусов.
В 2022 г. руководство города заключило контракты на закупку 45 новых троллейбусов ВМЗ-5298.01 "Авангард", УТТЗ-6241.01 "Горожанин" и БКМ-321 "Сябар". Часть троллейбусов будут с увеличенным автономным ходом.

## Маршрутная сеть

### Действующие маршруты
По состоянию на март 2023 г. в Братске эксплуатируются 8 троллейбусных маршрутов (осуществляются перевозки на пяти основных и трёх дополнительных маршрутах):
- № 1. «22-й микрорайон — БЛПК» (время работы: будни с 5:41 до 00:59; выходные: с 5:59 до 01:02);
- № 1 ук. «22-й микрорайон — Автостанция» (работает в будни, кроме часов «пик»);
- № 1 хлорный. «22-й микрорайон — Хлорный завод», маршрут открыт по заказу Хлорного завода;
- № 2. «22-й микрорайон — ДОСААФ» (время работы: будни: с 6:22 до 00:14; выходные: с 6:06 до 00:09);
- № 3. «ДОСААФ — БЛПК» (работает в будни в часы «пик» с 6:08 до 10:06 и с 14:25 до 20:10);
- № 3 хлорный. «ДОСААФ — Хлорный завод», маршрут открыт по заказу Хлорного завода (выполняется 6 рейсов в день);
- № 4. «СГПТУ — ДОСААФ» (время работы: будни с 6:19 до 00:38; выходные: с 6:02 до 00:43);
- № 5. «СГПТУ — БЛПК» (работает в будни в часы «пик» с 5:19 до 9:28 и с 14:43 до 20:09).

Сложилась традиция: все нечётные маршруты следуют на БЛПК, а все чётные маршруты курсируют исключительно в пределах города.

### Перспективы развития
- Строительство троллейбусной линии от кольца ДОСААФ по улицам Энгельса, Советской, Ленина с примыканием к действующей троллейбусной линии на перекрёстке улиц Ленина, Космонавтов, Подбельского (предположительное время начала строительства троллейбусной линии — 2010 год).

В целях строительства троллейбусной линии по ул. Советской было произведено землеотведение под строительство тяговой подстанции, разработан проект тяговой подстанции, конечной станции и троллейбусной линии, разработан проект внешних сетей холодного водоснабжения и канализации тяговой подстанции, подана заявка в ЗАО «БЭС» на технологическое присоединение проектируемой тяговой подстанции по ЛЭП — 10 кВ. Договор на проведение работ находится в стадии согласования сторон. Троллейбус по улице Советской планируется пустить уже в 2010 году, с условием, что проект будет доработан. Сейчас необходимо внести дополнения в схему дорожного движения, сделать уточнения по светофорным объектам.
- В 2010 году планируется выполнить проект троллейбусной линии по улице Ленина: от улицы Обручёва до Южной с выходом к Автостанции.
- Строительство троллейбусной линии по улице Мира.
- Строительство троллейбусной линии в ж/р Северный Артек.
- В 2008 году администрация города начала разработку муниципальной целевой программы «Развитие городского электрического транспорта».
- В 2023 г. планируется открытие нового троллейбусного маршрута № 6.

## Подвижной состав
По состоянию на март 2023 года в Братске эксплуатируются троллейбусы следующих моделей:
ЗИУ-682 различных модификаций - 9 шт. (№ 56, 97, 99, 100, 101, 102, 103, 105, 110);
ВМЗ-100 - 5 шт. (№ 49, 66, 68, 72, 74);
ВМЗ-170 - 14 шт. (№ 53, 57, 59, 65, 69, 70, 71, 75, 76, 81, 82, 84, 88, 106);
ЗИУ-6205 - 1 шт. (№ 111). Троллейбус отстранён от перевозок, не работает, стоит в депо для списания;
ВМЗ-5298 - 19 шт. (№ 67, 73, 77, 79, 83, 85, 87, 89, 90, 91, 92, 93, 96, 107, 108, 109, 113, 114, 115);
ВМЗ-6215 - 2 шт. № 94, 95 По факту троллейбусы отстранены от перевозок, не работают, стоят в депо;
ВМЗ-5298-01 (ВМЗ-463) - 1 шт. (№ 80);
СТ-682Г - 2 шт. (№ 116; 117);
СТ-6217 - 2 шт. (№ 98, 104);
СТ-6217М (с возможностью автономного хода) - 3 шт. (№ 118, 119, 120);
ТролЗа-СТ-5265 1 шт. (№121);
ВМЗ-5298.01 «Авангард» - 6 шт. (№ 122, 123, 124, 125, 126, 127).

## Троллейбус и город
С начала 2009 года в Братске был реализован совместный проект троллейбусного управления и городской администрации — узнать всё о памятных местах Братска, встречающихся на пути следования троллейбуса, не выходя из него:
- Пассажирам маршрута № 2 рассказывали о том, когда в таёжном Братске появилась улица Космонавтов.
- Пассажирам маршрута № 4 рассказывали историю названия остановок «Телецентр» и «Улица Мира».
- Пассажирам всех маршрутов рассказывали о тех, кому в городе воздвигнуты памятники и установлены мемориальные доски.

Увлечь пассажиров в пути полезной информацией было решено совместно Братским троллейбусным управлением с департаментом культуры городской администрации. По замыслу авторов идеи, это позволило бы жителям и гостям города подробнее узнать об истории и памятных местах Братска, которых насчитывается более девяноста.
В проекте также приняли активное участие сотрудники городских библиотек и члены Общества охраны памятников истории и культуры. Именно они собрали всю информацию о достопримечательных местах и истории города. На подготовку материалов ушло около полугода.
По результатам конкурса идей, объявленного с сентябре 2009 г. Братским троллейбусным управлением, с ноября 2009 г. реализован второй проект, направленный на воспитание культуры поведения пассажиров. В братских троллейбусах будут звучать стихотворения о вежливости авторства братчанина Владимира Васильченко, ставшего победителем конкурса идей.

## Культурные аспекты
Совместно с Телерадиокомпанией Братск, МП БТУ проводит ежегодный праздник «Волшебный троллейбус» на День защиты детей.

## Гимн предприятия
Зовут за собой километры дороги,
И в небо над нею летят провода.
И катят троллейбус дорожные боги,
И ярко горит путевая звезда.
Мелькают обочины в утреннем свете
И глядя глазами прищуренных фар,
Троллейбус урчит и бежит по планете,
Колеса вращают её словно шар.
ПРИПЕВ:
Большую баранку ласкают ладони,
Нога нажимает тугую педаль.
И ветер, и время троллейбус обгонит,
И близкою сделает дальнюю даль.

Уверенно, быстро, комфортно, надёжно,
Зимой или летом, с утра или в ночь.
Домчит нас троллейбус, ему ведь не сложно,
Он вечно готов пассажиру помочь.
Набегавшись за день, вернется домой он,
Опустит троллеи, приляжет поспать.
Трудягу немного подладят, помоют,
А утром в дорогу проводят опять.
Припев тот же.